# Caladenia concolor
Caladenia concolor är en orkidéart som beskrevs av Robert Desmond David Fitzgerald. Caladenia concolor ingår i släktet Caladenia och familjen orkidéer. Inga underarter finns listade i Catalogue of Life.